# Pehr Osbeck
Pehr Osbeck, född 9 maj 1723 på torpet Oset under säteriet Livered i Hålanda socken i Västergötland, död 23 december 1805, var en svensk präst, botaniker och en av Linnés lärjungar. 

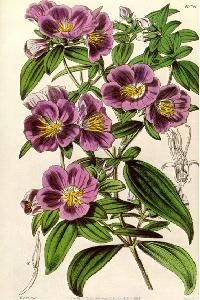
Osbeckia chinensis.

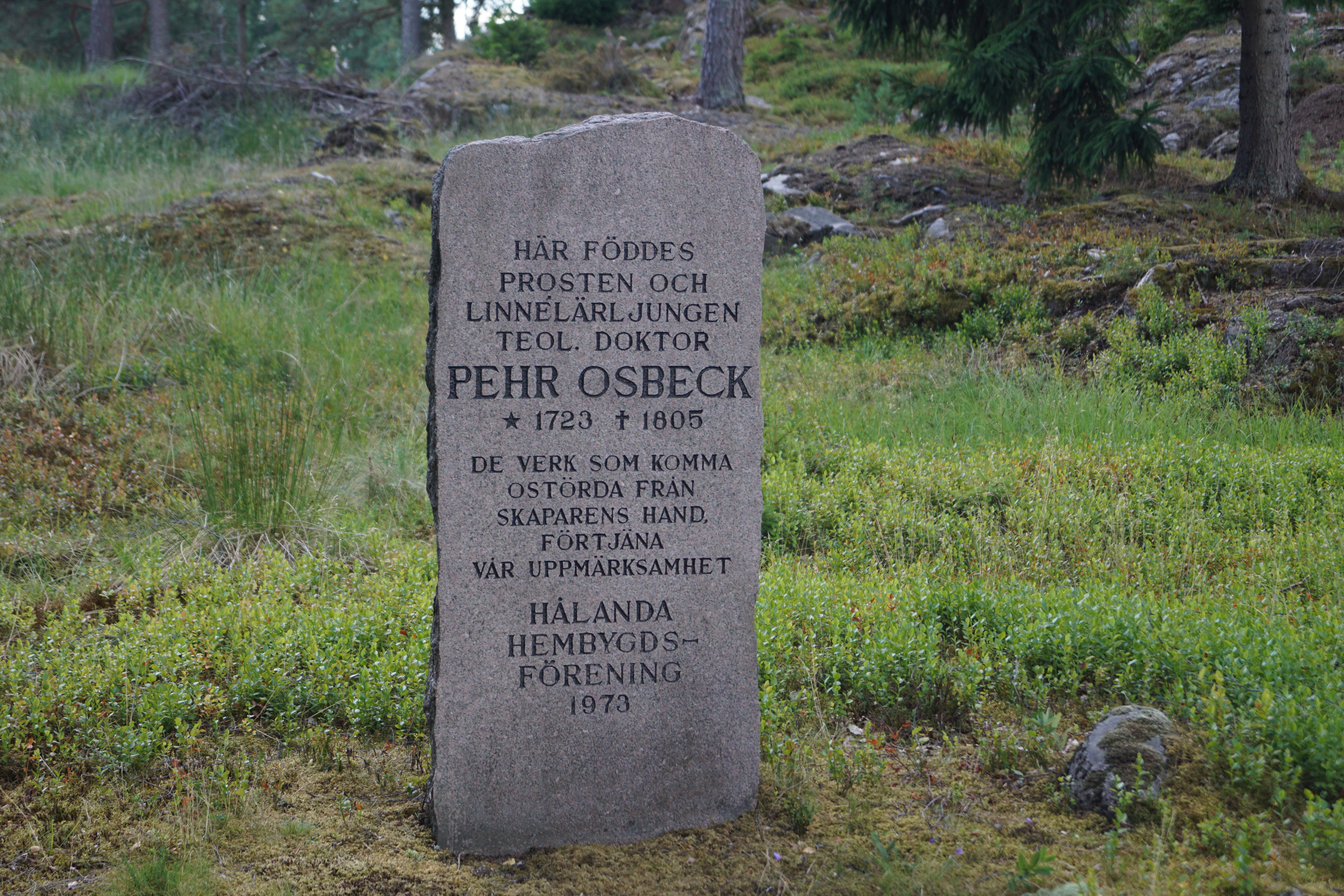
Minnessten över Pehr Osbeck på platsen för det ursprungliga torpet Oset, hans barndomshem.

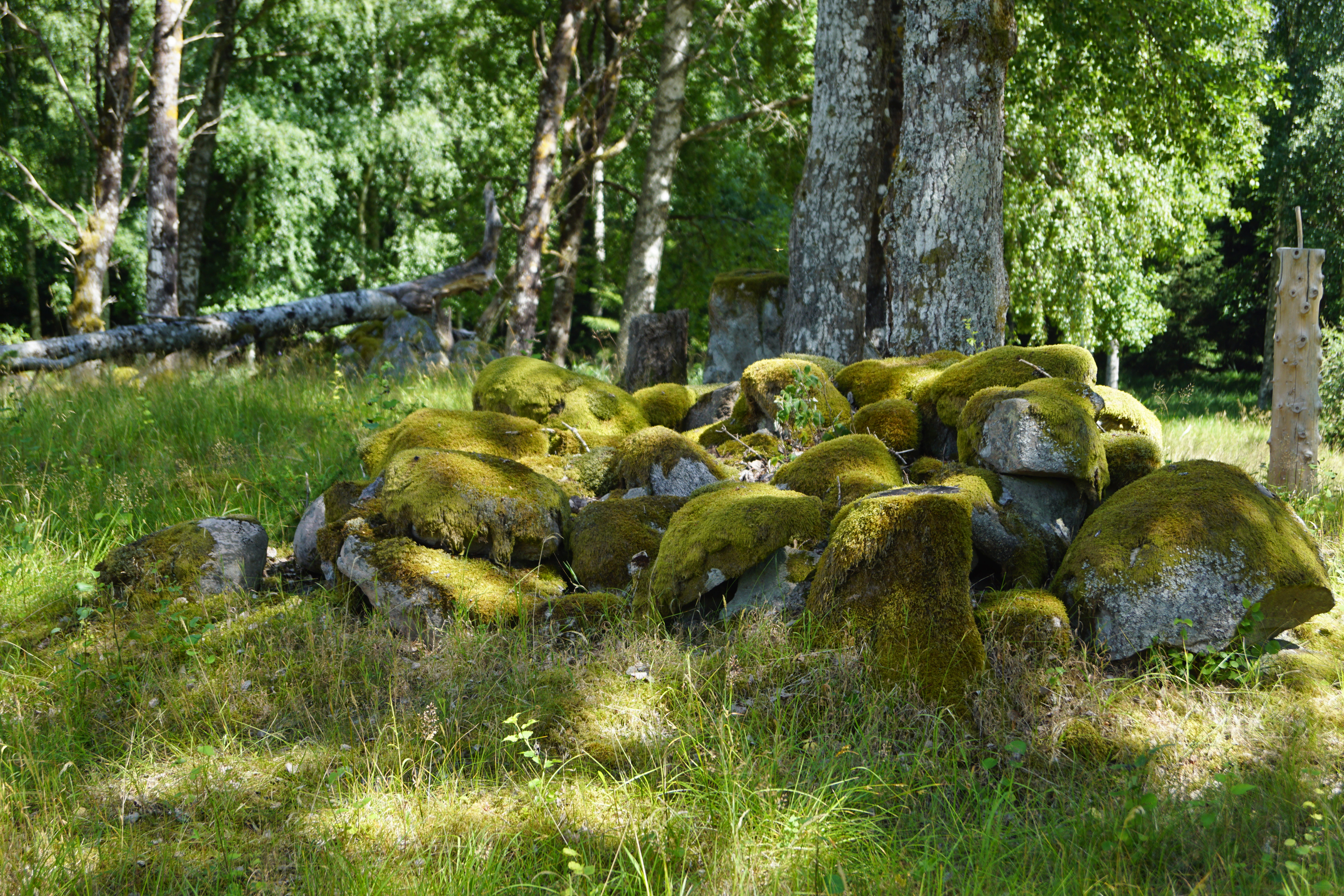
Vad som återstår av grunden till torpet Osets lada.

## Resor
Osbeck började studera vid Uppsala universitet 1745, där han blev Carl von Linnés lärjunge. På uppmaning av Linné tog Osbeck anställning på Svenska Ostindiska Companiets fartyg "Prins Carl" som skeppspräst 1750. Resan omfattade bland annat ett långt besök i Guangzhou i södra Kina och ön Java. Vid hemkomsten tre år senare, skänkte han sina 900 nyupptäckta växtarter från regionen till Linné. Samlingarna finns fortfarande kvar i Sverige och England. Vid utresan från Kina medfördes också en av Linné eftertraktad växt; en tebuske. Tyvärr föll den över bord vid avfärdens salut med kanon och nådde därför aldrig Sverige.
Hans reseanteckningar publicerades 1757: Dagbok öfwer en ostindisk Resa åren 1750, 1751, 1752. Osbeck är den mest bekante av Linnés Kinaresenärer och Linné uppkallade växtsläktet Osbeckia efter honom.

## Senare karriär
Osbeck kallades efter återkomsten till huspredikant hos Carl Gustaf Tessin 1755, som även gjorde honom till intendent över naturaliekabinettet på Läckö. Osbeck utnämndes till kyrkoherde i survivans i Hasslöf och Våxtorp av Göteborgs stift. Han tillträdde 1760 kyrkoherdesysslan samt blev 1773 kontraktsprost och 1778 teologie doktor. Osbeck var ledamot av Kungliga Vetenskaps- och Vitterhetssamhället i Göteborg och av Kungliga Vetenskapsakademien (1758).
Osbeck utgav ett flertal skrifter, däribland Utkast till Flora hallandica (1788) och efterlämnade i handskrift bland annat Prodromus insectorum Hallandiæ (1773) samt Utkast til beskrifning öfver Laholms prosteri (1796), varav den topografiska delen utgavs av B. Möller i Svenska bygder (1922).

## Familj
Osbeck gifte sig 1758-08-29 i Hasslöv med Susanna Dahlberg dotter till kyrkoherde Eberhard Dahlberg och Anna Christina Lunnaea. Tillsammans fick de en son Carl-Gustaf Osbeck och tre döttrar som nådde vuxen ålder, Rachel Osbeck, Ebba Greta Osbeck och Magna Brita Osbeck, alla döttrar gifte sig med präster. Rachel med Tobias Banck, Ebba Greta med Anders Banck och Magna Brita med Nils Österberg. Sonen Carl-Gustaf gifte sig med Christina Aulin från Ystad. De hamnade senare i Stockholm där Carl-Gustaf blev en framstående läkare (fältskär).

## Övrigt
I sluttningen från torpstället ner mot Vanderydsvattnet uppförde Hålanda hembygdsförening den 2 juni 1973 en minnessten till 250-årsminnet av Pehr Osbecks födelse. Osbecksgymnasiet i Laholm har också fått namn efter honom.
Auktorsnamnet Osbeck kan användas för Pehr Osbeck i samband med ett vetenskapligt namn inom botaniken.
Osbeck har beskrivits som utomordentligt flitig och skarp iakttagare av naturen. Som god grund för denna beskrivning har han i manuskriptet till sin först färdigställda sockenbeskrivning själv noterat: 
"Då andra supit har jag läsit.
Då andra sovit har jag skrevit.
Då andra spelt har jag granskat örter.
Då andra dött har jag tänkt på döden.
Nu gör han mig ej häpen."